# Долар Тувалу
Долар Тувалу — грошова одиниця Тувалу, у грошовому еквіваленті прирівнюється до австралійського долару.
У період з 1966 по 1976 рр. на островах перебували в обігу лише австралійські долари. Але у 1976 році з'явився долар Тувалу, який існує виключно у вигляді монет (як банкноти використовуються австралійські долари). У країні відсутній центральний банк, тому емісію монет здійснює Уряд Тувалу.
У 1976 році в обіг були введені монети номіналом 1, 2, 5, 10, 20, 50 центів та 1 долар. Бронзові монети номіналом 1 і 2 центи й мідно-нікелеві монети номіналом 5, 10 і 20 центів були того ж розміру і складу, що й монети австралійського долара. Тим не менш, кругла мідно-нікелева монета у 50 центів відрізнялася від дванадцятикутної австралійської монети. Дев'ятикутна мідно-нікелева монета в 1 долар з'явилася на 8 років раніше, ніж така австралійська монета. Монети номіналом 1 і 2 центи згодом вийшли з обігу.
| Номінал   | Сплав    | Дизайн          | Дизайн (1976—1994) | Дизайн (1976—1994) |
| Номінал   | Сплав    | Дизайн          | Аверс              | Реверс             |
| --------- | -------- | --------------- | ------------------ | ------------------ |
| 1 цент    | 18 мм    | бронза          | Королева           | павук              |
| 2 центи   | 21 мм    | бронза          | Королева           | скат               |
| 5 центів  | 19 мм    | мідно-нікелевий | Королева           | тигрова акула      |
| 10 центів | 24 мм    | мідно-нікелевий | Королева           | краб               |
| 20 центів | 29 мм    | мідно-нікелевий | Королева           | летюча риба        |
| 50 центів | 32 мм    | мідно-нікелевий | Королева           | восьминіг          |
| 1 долар   | 30-35 мм | мідно-нікелевий | Королева           | морська черепаха   |